# Friendship Heights Village
 (juillet 2025).
Friendship Heights Village est une census-designated place située dans le comté de Montgomery, dans l’État du Maryland, aux États-Unis. Lors du recensement de 2020, elle comptait 5 360 habitants.